# Гільфердінг Олександр Федорович
Олександр Федорович Гільфердінг (рос. Алекса́ндр Фёдорович Гильфе́рдинг; 2 (14) липня 1831, Варшава — 20 червня (2 липня) 1872, Каргополь) — російський слов'янознавець, фольклорист (збирач і дослідник билин), член-кореспондент Петербурзької Академії наук (1856). Дійсний статський радник.

## Життєпис
Народився в родині Ф. І. Гільфердінга, директора канцелярії при наміснику Царства Польського; онук І. Ф. Гільфердінга. Отримав добру домашню освіту, вивчивши кілька мов (зі слов'янськими мовами включно).
У 1852 році закінчив історико-філологічний факультет Московського університету. За вказівками О. С. Хомякова почав займатися санскритом і помістив у 1853 р. у «Відомостях II відділу Академії Наук» (рос. «Известия II отдела Академии Наук») статтю «Про спорідненість мови слов'янської з санскритською» (рос. О сродстве языка славянского с санскритским). Захистив дисертацію на ступінь магістра по темі «Про відносини мови слов'янської до інших споріднених». Займався вивченням історії прибалтійських слов'ян. Автор роботи про Кашубське Помор'я, кашубів, словінців та їх мови — «Залишки слов'ян на південному березі Балтійського Моря», Санкт-Петербург, 1862 рік (рос. «Остатки славян на южном берегу Балтийского Моря», Санкт-Петербург, 1862 год).
Служив у Міністерстві закордонних справ, з 1856 р. — консул у Боснії, де написав книгу: «Боснія, Герцеговина та Стара Сербія» СПб., 1859 р. (рос. «Босния, Герцеговина и Старая Сербия», СПб., 1859) — нарис історії цих країн. У Боснії він почав збирати рукописи, що продовжив робити й під час поїздки в кінці 1860-х років у Македонію. У 1858 році видав французькою мовою брошуру «Les slaves occidentaux».
У 1861 р. перейшов на службу в Державну канцелярію. У 1863 р. за вказівкою М. О. Мілютіна писав різні проекти реформ, що проводилися в Царстві Польському, в тому числі проект перетворення відомства народної освіти надрукований в «Слов'янському огляді» 1892 р. (рос. «Славянское обозрение»). Публікуючи свої статті в «Дні» і в «Російському інваліді» (рос. Русский инвалид), знайомив публіку з положенням справ в Польщі. Тоді ж з'явилася його англійська анонімна брошура: «The Polish Question» (російською опублікована в другому томі зібрання творів, стор. 291—333).
31 грудня 1865 р. (12 січня 1866 р.) був удостоєний чину дійсного статського радника. В цьому чині аж до кінця свого життя займав посади помічника статс-секретаря Державної ради Російської імперії і цензора Санкт-Петербурзького поштамту.
У 1867 р. очолив щойно утворене петербурзьке відділення Слов'янського благодійного товариства, очолював також і етнографічне відділення Імператорського Російського географічного товариства.
Після появи у світ збірки «Пісні, зібрані П. М. Рибніковим» (рос. Песни, собранные П. Н. Рыбниковым), О. Ф. Гільфердінг зробив з 30 червня до 27 серпня 1871 р. поїздку по Олонецькій губернії, під час якої їм було зібрано 318 билин, прослухано 70 казок (серед інших був Василь Щегольонок), що склало рукопис на 2000 сторінках. Йому вдалося доповнити збірку фольклору Рибнікова.
У Національному архіві Республіки Карелія є лист Російського географічного товариства олонецькому губернаторові Г. Г. Григор'єву від 26 травня 1871 р. про сприяння О. Ф. Гільфердінгу в його майбутній мандрівці по Олонецькій губернії. Лист підписаний віце-головою товариства, відомим мореплавцем, географом, адміралом Федором Петровичем Літке.
Влітку 1872 р. О. Ф. Гільфердінг удруге відправився в поїздку по Олонецькій губернії. Метою поїздки було відвідування Каргопільського повіту для вивчення творів усної народної творчості. Раптова смерть завадила його планам. Приїхавши в місто Каргополь 15 червня 1872 р. Гільфердінг захворів, і 20 червня (2 липня), у віці 41 року, помер від тифу. 23 червня він був відспіваний у храмі «Різдва Христового», і похований на міському кладовищі.
Пізніше на прохання дружини, Варвари Францівни Гільфердінг, труну з тілом Гільфердінга О. Ф. було витягнуто з могили, перевезено до м. Санкт-Петербургу, де 4 липня 1872 р. на Новодівичому кладовищі відбулася багатолюдна церемонія похорону.
Незважаючи на те, що раптова смерть завадила О. Ф. Гільфердінгу закінчити розпочату справу, результатом його досліджень стали посмертно видані в 1873 р. «Онежські билини» (рос. Онежские былины). Діяльність Гільфердінга О. пробудила інтерес до збирання фольклору у багатьох інших дослідників, у тому числі в сусідніх з Олонецькою, Архангельській та Вологодській губерніях.

## Список творів
- (рос.)О сродстве языка славянского с санскритским. — СПб. : Тип. Императорской Академии Наук, 1853. — 288, IV с.
- (рос.)История балтийских славян. — М. : Тип. В. Готье, 1855. — Т. 1. — IV, 322 с.
  - (рос.)2-е изд.: История балтийских славян. Часть первая // Собрание сочинений А. Гильфердинга. — СПб. : Изд. Д. Е. Кожанчикова, 1874. — Т. 4. — С. 1-244.
  - (рос.)4-е изд.: История балтийских славян. — М., 2013. — 704 с. — (Возвращенное наследие: памятники исторической мысли) — 1.500 прим. — ISBN 978-5-93165-227-6, ISBN 978-5-86789-427-6. (в пер.)
- (рос.)Письма об истории сербов и болгар. Выпуск первый. — М. : Университетская типография, 1855. — 242 с.
  - (рос.)2-е изд.: История сербов и болгар // Собрание сочинений А. Гильфердинга. — СПб. : Печатня В. Головина, 1868. — Т. 1. — С. 3-296.
- (рос.)Босния, Герцеговина и старая Сербия. — СПб. : Тип. Императорской Академии Наук, 1859. — IX, 694 с.
  - (рос.)2-е изд.: Босния, Герцеговина и старая Сербия // Собрание сочинений А. Гильфердинга. — СПб. : Изд. Д. Е. Кожанчикова, 1873. — Т. 3. — С. VI, 541.
- (рос.)Неизданное свидетельство современника о Владимире Святом и Болеславе Храбром. — М. : Тип. Александра Семёна, 1856. — 34 с.
- (рос.)Борьба славян с немцами на Балтийском поморье в средние века. — СПб. : Тип. II-го Отделения Собственной Е.И.В. Канцелярии, 1861. — 124 с.
  - (рос.)2-е изд.: История балтийских славян. Часть вторая. Борьба славян с немцами на Балтийском поморье в средние века // Собрание сочинений А. Гильфердинга. — СПб. : Изд. Д. Е. Кожанчикова, 1874. — Т. 4. — С. 245-462.
- (рос.)Остатки славян на южном берегу Балтийского моря // «Этнографический сборник» : журнал. — СПб. : Тип. В. Безобразова и комп., 1862. — Вип. V. — С. 1-191.
- (рос.)Судьба прежних славянских государств. — СПб. : Тип. Бахметева, 1862. — 140 с.
- (рос.)О Кирилле и Мефодии (1862) // Собрание сочинений А. Гильфердинга. — СПб. : Печатня В. Головина, 1868. — Т. 1. — С. 299-340.
- (рос.)Очерк истории Чехии (1862) // Собрание сочинений А. Гильфердинга. — СПб. : Печатня В. Головина, 1868. — Т. 1. — С. 343-412.
- (рос.)Статьи по современным вопросам славянским // Собрание сочинений А. Гильфердинга. — СПб. : Печатня В. Головина, 1868. — Т. 2. — 494, VI с.
- (рос.)История славян: Древнейший период истории славян // Вестник Европы : журнал. — СПб., 1868.
  - (рос.)Глава первая. Славяне в виду других племён арийских. — Т. IV, № 7 (июль). — С. 223—291.
  - (рос.)Глава вторая и последняя. Венеты. — Т. V, № 9 (сентябрь).
- (рос.)Общеславянская азбука с приложением образцов славянских наречий. — СПб. : Тип. Императорской Академии Наук, 1871. — CXXVIII с.
- (рос.)Онежские былины, записанные Александром Федоровичем Гильфердингом летом 1871 года. — СПб. : Тип. Императорской Академии Наук, 1873. — 732 с.